# 225 î.Hr.

## Decese
- dată necunoscută: Gaius Atilius Regulus  (n. 263 î.Hr.)